# Markus Nummi

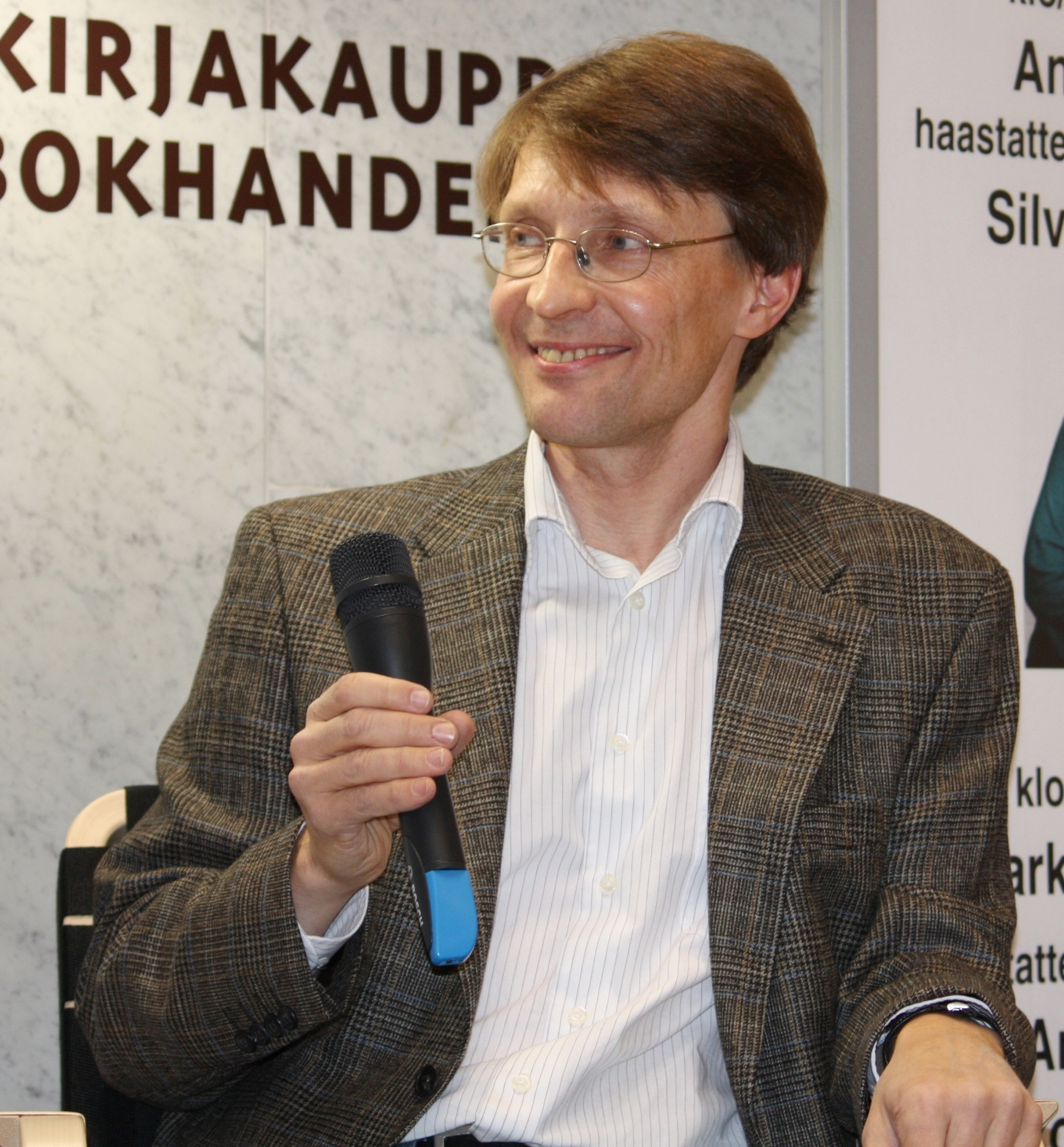
Markus Nummi, 2010

Markus Nummi (* 24. November 1959 in Helsinki, Finnland) ist ein finnischer Autor, Drehbuchschreiber und Regisseur.

## Leben
Nummi ist der Sohn des finnischen Dichters und Autors Lassi Nummi (1928–2012) und der Bruder des Filmemachers Ilari Nummi. Er schloss seine Studien in den Fächern Geschichte und Philosophie 1982 in Helsinki ab.
Seit der Veröffentlichung seines ersten Romans Kadonnut Pariisi (Das verschwundene Paris) im Jahre 1994 hat Nummi zwei weitere Romane publiziert, die auch ins Deutsche übersetzt wurden. Des Weiteren schrieb er Kinderbücher und Drehbücher und arbeitete als Regisseur.

## Veröffentlichungen
- Kadonnut Pariisi. Otava, Helsinki 1994, ISBN 951-1-13521-X.
- Kiinalainen puutarha (Der chinesische Garten). Otava, Helsinki 2004, ISBN 951-1-19761-4
  - deutsch von Stefan Moster: Am Anfang ein Garten. Insel Verlag, Berlin 2014, ISBN 978-3-458-17597-1.
- Hiiri joka päätti olla norsu. Otava, Helsinki 2005, ISBN 951-1-19599-9.
- Balladi tuomitusta presidentistä. Risto Ryti-seura, Helsinki 2007, ISBN 978-951-96961-3-3.
- Karkkipäivä. Otava, Helsinki 2010, ISBN 978-951-1-24574-2.
  - deutsch von Stefan Moster: Bonbontag. Suhrkamp-Taschenbuch Verlag, Berlin 2011, ISBN 978-3-518-46276-8.